# Léon Jean
 (juillet 2025).
Léon Jean, né le 25 janvier 1901 à Lunel-Viel (Hérault) et mort le 12 décembre 1986 à Montpellier (Hérault), est un mutualiste et homme politique français.

## Biographie
Ouvrier agricole, puis exploitant agricole, viticulteur, Léon Jean milite au sein du syndicat CGT local, dont il devient le secrétaire en 1930.  Il s'investit aussi dans le militantisme mutualiste, et assure, à partir de 1929, la présidence de la société mutualiste L'Avenir, puis, de 1939 à 1946, celle de la caisse départementale des assurances sociales.
Membre du parti socialiste SFIO depuis 1920, il se présente en 1929 aux municipales, sur une liste d'union socialiste et radicale, qui est battue. En 1932, de nouveau candidat lors d'élections complémentaires, il est élu et devient le premier adjoint d'Antoine Jullian, au sein d'une municipalité socialiste et républicaine-socialiste.
En 1937,  il est élu conseiller d'arrondissement, dans le canton de Lunel.
Sans activité de résistance pendant la guerre, il démissionne néanmoins dès 1940 de son mandat municipal.
Après la seconde guerre mondiale, il est élu conseiller général de l'Hérault, dans le canton de Lunel, en 1945, puis maire de Lunel-Viel en 1947, et sera constamment réélu par la suite.
Il reprend aussi ses activités mutualiste : membre du conseil supérieur des assurances sociales en 1945, il est président de la caisse primaire d'assurance maladie de l'Hérault de 1953 à 1967.
En 1951, il est placé en troisième position sur la liste socialiste, menée dans l'Hérault par Jules Moch, aux élections législatives. Grâce à un large apparentement des listes de la « troisième force », la SFIO obtient trois sièges, et Léon Jean est élu député.
Comme plusieurs autres parlementaires héraultais, il s'intéresse principalement à l'Assemblée aux questions viticoles, centrales dans la vie économique de son département. Il défend notamment la création d'aides de l'État pour les exploitants victimes d'intempéries ou faisant face à des difficultés financières. Il dépose aussi, en 1955, un rapport visant à créer un comité interprofessionnel des vins des Côtes de Provence.
Cela ne l'empêche pas de participer aussi aux débats sur la question des retraites, en 1952 et 1954, défendant des positions conformes aux mandats de son parti, et fort de son expertise mutualiste.
En 1956, il n'est pas réélu député, et tente vainement, deux ans plus tard, de retrouver l'Assemblée nationale. Il se consacre ensuite à ses mandats locaux, jusque dans les années 1970 : conseiller général jusqu'en 1973, et maire jusqu'en 1977.
Il poursuit aussi son engagement mutualiste, comme président de l'union départementale de la mutualité de 1963  à 1983.

## Sources
- Biographie sur le site de l'Assemblée nationale

- Dictionnaire biographique du mouvement ouvrier français, notice d'Olivier Dedieu et Jean Sagnes